# Lod
Lod (în ebraică:לוֹד , în arabă:الْلُدّ Al-Ludd, arhaic în română Lida) este un oraș din Israel 
cu populație mixtă evreiască și arabă, unul din cele mai vechi orașe din lume, existand încă in epoca calcolitică. Lod se află la circa 15 km la sud-est de Tel Aviv, în districtul de centru. La finele anului 2012 populația orașului a numărat 71,060 locuitori. În anul 2006  69.2% din locuitori erau evrei, 23,6 % arabi (marea majoritate - musulmani și 1,1% creștini). 
Localitatea a fost menționată în Biblie și a fost un oraș însemnat în Regatul Iudeei în timpul dinastiei Hasmoneilor și a rămas astfel până în perioada creștină timpurie. În antichitatea era cunoscut și sub numele grecești de Lidda Λύδδα si apoi Diospolis (Διόσπολις - orașul lui Zeus).
În cursul Războiului arabo-israelian din 1948-1949, cunoscut și ca Războiul de independență al Israelului, orașul a suferit mari daune și locuitorii săi arabi au fost expulzați și s-au refugiat în regiuni vecine sub control arab. După război orașul a fost repopulat cu imigranți evrei, o mare parte din ei, refugiați din țările arabe. În oraș s-au așezat și 1056 arabi, o mare parte din ei provenind din sate și triburi beduine din jur.  
Principalul aeroport internațional al Israelului, Aeroportul Internațional Ben Gurion (cunoscut în lume și ca „aeroportul Tel Aviv”)  se află la periferia orașului Lod.

## Istoria

### Preistoria.Neoliticul
Prima așezare omenească cunoscută datează din neolitic din urmă cu 8000 ani  Lod este unul din cele mai vechi orașe din Israel și singurul care a fost populat în toate epocile arheologice. Locuitorii din neolitic locuiau în case de lut și lucrau pământul cu unelte de piatră. Cultivau mai cu seamă grâu, orz și linte. De asemenea posedau turme de oi. Nu se știe care a fost destinul primei așezări, de vreme ce așezările ulterioare au avut caracteristici materiale diferite.

### Preistoria.Calcoliticul
Zona a fost locuită și în calcolitic.
Calcoliticul timpuriu
Vase descoperite de arheologi au permis datarea așezării inițiale în 5600–5250 î.e.n/.

### Epoca bronzului (3500-1150 î.e.n.)
În epoca bronzului timpuriu a existat aici, în estul șesului litoral o așezare locuită, pe malul râului Ayalon,între  regiunea Shefelá din Iudeea si coasta mediteraneană.. Alte așezări însemnate în apropiere au fost descoperite la Tel Dalit, Tel Bareket, Khirbet Abu Hamid/Shoham Nord, Tel Afeq, Azor și Tel Aviv.
Lod era pe atunci una din așezările mari din regiune. Locuitorii săi se ocupau cu agricultura și incepuseră să crească măslini,migdali, smochini și leguminoase. In comparatie cu calcolitic, așezările aveau o ordine socialp și culturală mai dezvoltată. ele erau mai mari si uneori erau înconjurate de un zid. In secolul al XXI-lea s-au descoperit ruine de ziduri datând din perioada canaanită.

## Istoria
Epoca bronzului timpuriu IB
În aria B două faze arhitecturale sunt atribuite sfârșitului epocii bronzului timpuriu EB IPrima din ele s-a caracterizat printr-un zid de cărămizi de noroi, în timp ce în faza cealaltă, mai târzie, zidurile includeau o structură de piatră circulară.  Săpăturile ulterioare au pus in evidență o nouă așezare Stratum IV  Ea a cuprins două faze Stratum IVb cu zid de cărămizi de noroi pe temelii de piatră și cu colțuri exterioare rotunjite. În Stratum IVa s-au găsit un zid de cărămizi de noroi fără temelii de piatră, cu olărit egiptean și imitații locale. 
O altă săpătură arheologică a descoperit nouă straturi de așezări. Straturile VI-III aparțin bronzului timpuriu IB. Cultura materială în straturile IV și V a cuprins importuri egiptene 
Așezarea din Bronzul timpuriu IB a continuat în Bronzul timpuriu II cu patru straturi  (V-II). A existat o continuitate in cultura materială și în indiciile de planificare urbană centralizată .
Bronzul mijlociu
În Bronzul mijlociu II Nord până la colină (tell) se află vestigii de morminte MB II.

#### Bronzul târziu
Cea mai veche mențiune a numelui localității se găsește pe o listă de orașe canaanite însemnate de faraonul egiptean Tutmes al III-lea la Karnak în mijlocul mileniului al II-lea î.e.n. (1465 î.e.n.)  Numele ei era Roten, care, după Adia Horon, era paralel celui canaanit de Leten, iar după Yonatan Aharoni, Leden. Ocupația egipteană la Lod care a început în epoca bronzului timpuriu a durat 300 ani (aprox, intre 3000-2700 î.e.n.). În acea perioadă a locuit în acest loc o populație mixtă de canaaniți băștinași și egipteni. 
Ca mărturie a prezenței egiptene au rămas numeroase vestigii - mai ales obiecte de ceramică specifice culturii egiptene antice.
din epoca primei dinastii de faraoni egipteni, și care au fost descoperite în săpături arheologice din anii 2000. Examinarile de laborator au demonstrat că au fost produse din argilă originară din Egipt.

### Epoca fierului